# Amélie Oudéa-Castéra
Amélie Oudéa-Castéra, nata Castéra (Parigi, 9 aprile 1978), è un'ex tennista e politica francese, ministro della gioventù, dello sport e dei Giochi olimpici e paralimpici nel governo Borne e Attal dal 22 maggio 2022 al 21 settembre 2024.

## Formazione e carriera professionale
Si è laureata in giurisprudenza presso l'Università Pantheon-Sorbona e ha conseguito la laurea anche presso l'Istituto di studi politici di Parigi, l'ESSEC e l'École nationale d'administration. Nel 2004 ha iniziato a lavorare come revisore contabile presso la Corte dei conti. Nel 2008 è entrata a far parte del gruppo AXA, dove è stata direttrice della strategia e direttrice del marketing e della digitalizzazione. A partire dal 2018 ha lavorato nel gruppo Carrefour, dove si è occupata, tra gli altri, di commercio elettronico e innovazione. Ha cofondato l'associazione sportiva "Rénovons le sport français", di cui è diventata presidente. Nel marzo 2021 è stata nominata direttrice generale della Federazione francese di tennis.

## Carriera sportiva
A livello junior è stata semifinalista nel singolare ragazze ai tornei US Open 1993, Open di Francia 1994 e Wimbledon 1994. Tra le adulte ha giocato nel tabellone principale del singolare femminile agli Open di Francia del 1994, perdendo al primo turno contro Sabine Appelmans. Raggiunse il 251º posto nel ranking WTA e concluse la sua carriera sportiva nel 1996.

## Carriera politica
Nel maggio 2022, ha assunto la carica di ministro dello sport e dei Giochi olimpici e paralimpici nel governo di Élisabeth Borne. Ha mantenuto questa funzione anche durante la riorganizzazione del gabinetto nel luglio 2022. Nel gennaio 2024, nel nuovo governo di Gabriel Attal, è stata nominata ministro dell'educazione nazionale e della gioventù. Nel febbraio 2024, è tornata alla carica di ministro dello sport e dei Giochi olimpici e paralimpici.

## Procedimenti giudiziari
Il 14 marzo 2024, Amélie Oudéa-Castera è stata incriminata nell'inchiesta della Corte di giustizia della Repubblica (CJR) dopo la denuncia di diffamazione di Noël Le Graët riguardante i commenti fatti a febbraio 2023 sulla sua gestione della Fédération française de football mentre era ministro dello sport.

## Vita privata
Nipote del giornalista politico Alain Duhamel, nel 2006 ha sposato Frédéric Oudéa, presidente della grande banca francese Société Générale. Hanno tre figli.